# Drosophila nigripalpus
Drosophila nigripalpus este o specie de muște din genul Drosophila, familia Drosophilidae, descrisă de Hardy în anul 1965. Conform Catalogue of Life specia Drosophila nigripalpus nu are subspecii cunoscute.